# Barbra Streisand (canción)
«Barbra Streisand» es un canción realizada por el dúo de disc jockeys estadounidense Duck Sauce. Fue lanzado el 10 de septiembre de 2010. La canción alcanzó el número uno en Bélgica, Países Bajos, Finlandia y Austria. Mientras que en Australia, Francia, Alemania, Irlanda, Italia, Suiza y el Reino Unido, se convirtió en top-ten. La canción fue nominada a los Premios Grammy en 2012 en la categoría Mejor grabación dance.

## Antecedentes
Está basada en el éxito de Boney M. «Gotta Go Home», de 1979, que a su vez es un cover del tema «Hallo Bimmelbahn» de Nighttrain, de 1973.
«Barbra Streisand» es el nombre de la cantante del mismo nombre. La ilustración de la tapa del sencillo se basa directamente en el álbum de la propia Barbra Streisand, Guilty, que cuenta con una foto de ella y Barry Gibb en la portada. Para la tapa del sencillo, se sombrea la imagen (mostrando solamente la silueta), y se le agrega un pico de pato a cada uno. La canción fue tocada por primera vez en 2010 en el Winter Music Conference.